# 高野聖
高野聖（こうやひじり）は、中世に高野山を本拠とした遊行者。日本の中世において、高野山から諸地方に出向き、勧進と呼ばれる募金活動のために勧化、唱導、納骨などを行った僧侶。ただしその教義は真言宗よりは浄土教に近く、念仏を中心とした独特のものだった。

## 歴史
遊行を行う僧は奈良時代に登場したが、高野山では平安時代に発生。始祖としては小田原聖（おだわら ひじり）の教懐、明遍、重源らが知られる。高野聖は複数の集団となって高野山内に居住したが，その中でも蓮華谷聖（れんげだに ひじり）、萱堂聖（かやんどう ひじり）、千手院聖（せんていん ひじり）が三集団が最も規模の大きいものとして知られる。
こうした聖は高野山における僧侶の中でも最下層に位置付けられ、一般に行商人を兼ねていた。時代が下ると学侶方や行人方とともに高野山の一勢力となり、諸国に高野信仰を広める一方、連歌会を催したりして文芸活動も行ったため民衆に親しまれた。しかし一部においては俗悪化し、村の街道などで「今宵の宿を借ろう、宿を借ろう」と声をかけたため「夜道怪」（宿借）とも呼ばれた集団もあった。また「高野聖に宿貸すな 娘とられて恥かくな」と俗謡に唄われているのはこのためである。
織田信長は天正6年（1578年）に畿内の高野聖1383人を捕え殺害している。高野山が信長に敵対する荒木村重の残党を匿ったり足利義昭と通じたりした動きへの報復だったというが、当時は高野聖に成り済まし密偵活動を行う間者もおり、これに手を焼いた末の対処だったともいわれている。江戸時代になって幕府が統治政策の一環として檀家制度を推進したこともあり、さしもの高野聖も活動が制限され、やがて衰えていった。
なお「高野聖」はタガメを指す夏の季語としても用いられる。